# Jadowniki Mokre
Jadowniki Mokre – wieś w Polsce położona w województwie małopolskim, w powiecie tarnowskim, w gminie Wietrzychowice.
W latach 1954–1960 wieś należała i była siedzibą władz gromady Jadowniki Mokre, po jej zniesieniu w gromadzie Wietrzychowice. W latach 1975–1998 miejscowość administracyjnie należała do województwa tarnowskiego.
W 2002 roku Jadowniki liczyły 992 mieszkańców i zajmowały obszar 1446,29 ha.

## Części wsi
| SIMC    | Nazwa       | Rodzaj     |
| ------- | ----------- | ---------- |
| 1051695 | Dębowe Domy | przysiółek |
| 1051749 | Podborze    | część wsi  |
| 1051784 | Porębisko   | część wsi  |
| 1051790 | Rynek       | część wsi  |
| 1051809 | Rzadki Las  | część wsi  |
| 1051844 | Ulica       | część wsi  |
| 1051873 | Wyspa       | część wsi  |

## Historia
Niepisana historia osadnictwa na tym terenie sięga neolitu świadczą o tym odkrycia archeologiczne potwierdzające obecność osadnictwa sprzed dwóch tysięcy lat.
W wieku XIX miejscowość opisana została jako: Jadowniki Mokre (z Zaurbaniem), wieś między Dunajcem a ujściem Uszwicy do Wisły, w powiecie brzeskim, parafii Wietrzychowice, w okolicy równej, ma 976 mieszkańców wyznania rzymskokatolickiego.
W 1449 roku właścicielem Jadownik był Albert Czapka herbu Nowina. W 1476 roku wioska przeszła w ręce rodziny Pieniążków z Witkowic herbu Jelita. W XV w. wieś była własność Stanisława Pieniążka herbu Jelita. Następnie przeszła na własność do Feliksa i Pauliny Konopków. W 1880 roku Jadowniki Mokre należały już tylko do Jana Konopki. Większa posiadłość we własności Konopki odznaczała się wzorową uprawą i ma 330 mórg roli, 157 mórg łąk i ogrodów, 23 mórg pastwisk i 771 mórg sosnowego pięknego lasu. Posiadłość mniejsza (Zaurbanie) 404 mórg roli, 362 mórg łąk i ogrodów 150 mórg pastw.
Mieszkańcy tej osady zajmowali się produkowaniem jadów do zatruwania strzał.
W 1944 roku przeprowadzono tu akcję Most III. 4 maja 1944 roku gestapo i żandarmeria niemiecka zatrzymały we wsi 65 osób, po czym 12 z nich rozstrzelała. Spalono również 12 budynków.

## Zabytki
Obiekt wpisany do rejestru zabytków nieruchomych województwa małopolskiego.
- Osada z okresu wpływów rzymskich.

Inne
- Tablica dla uczczenia poległych i pomordowanych w latach 1939–1945.

## Religia
W Jadownikach Mokrych znajduje się parafia pw. Niepokalanego Serca Najświętszej Maryi Panny oraz ośrodek opiekuńczo-rehabilitacyjny dla dzieci i młodzieży prowadzony przez Caritas diecezji tarnowskiej.

## Osoby związane z miejscowością
- Józef Kowalczyk – nuncjusz apostolski w Polsce w latach 1989–2010, prymas Polski w latach 2010–2014.

## Galeria

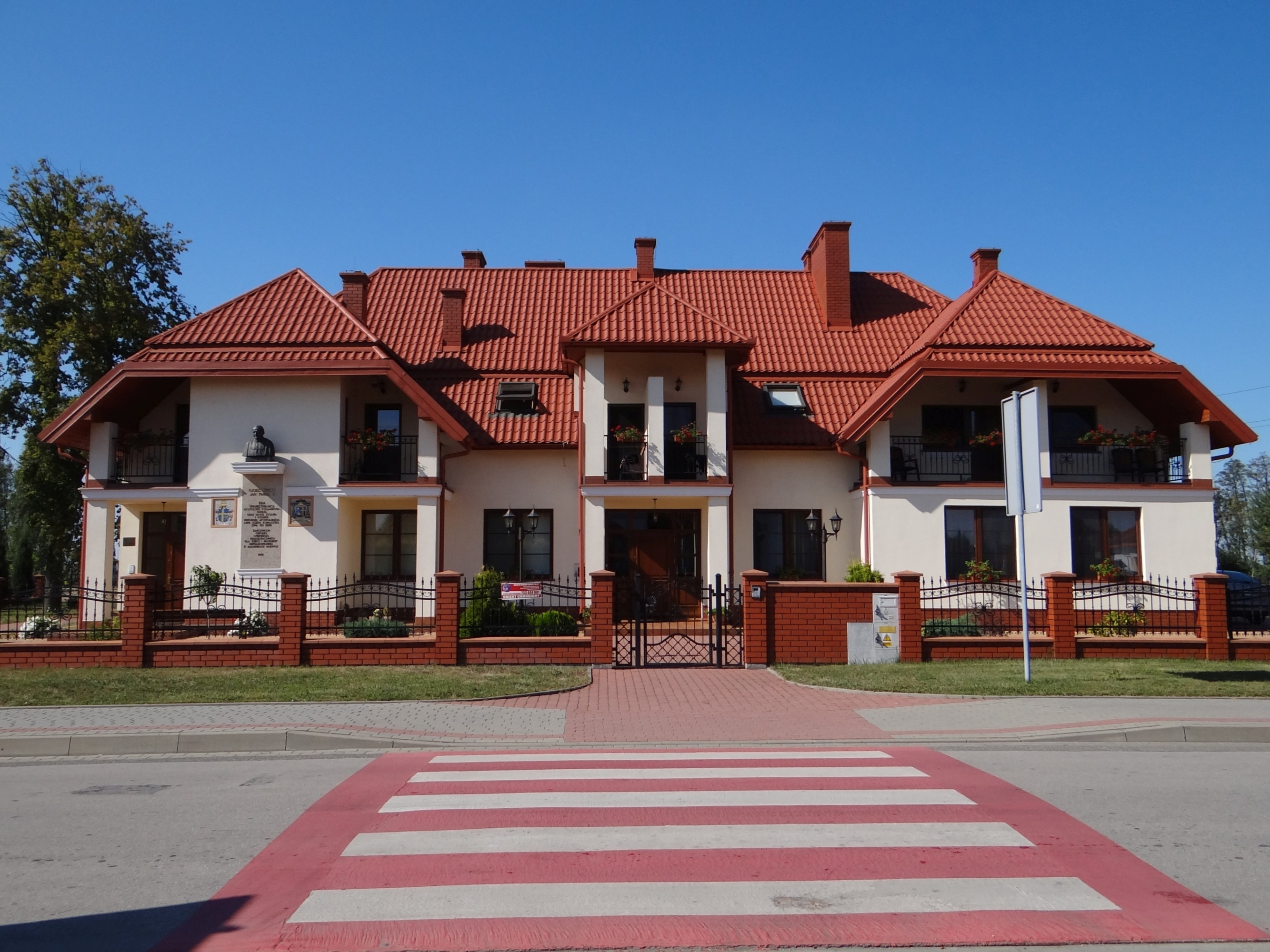
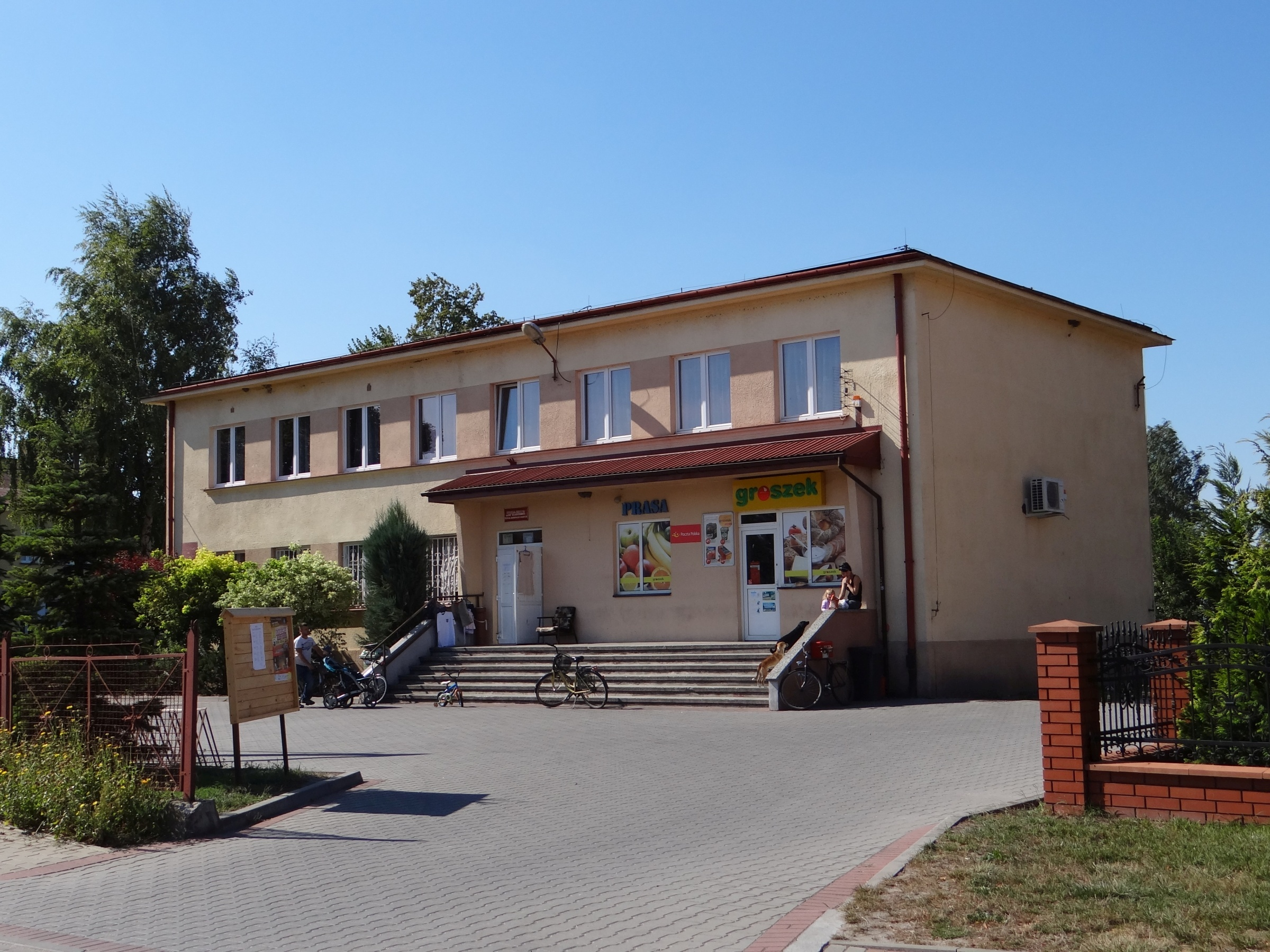
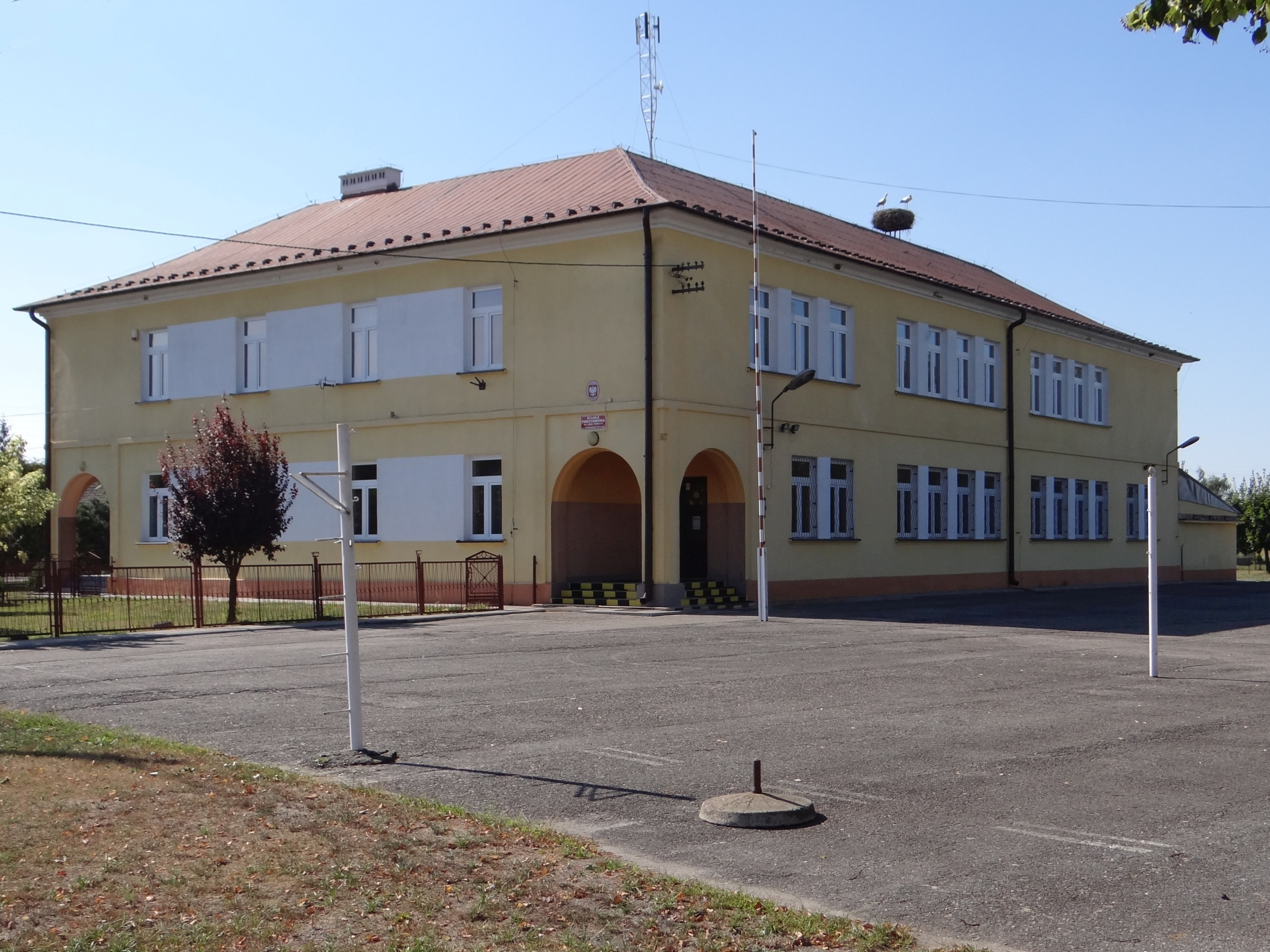
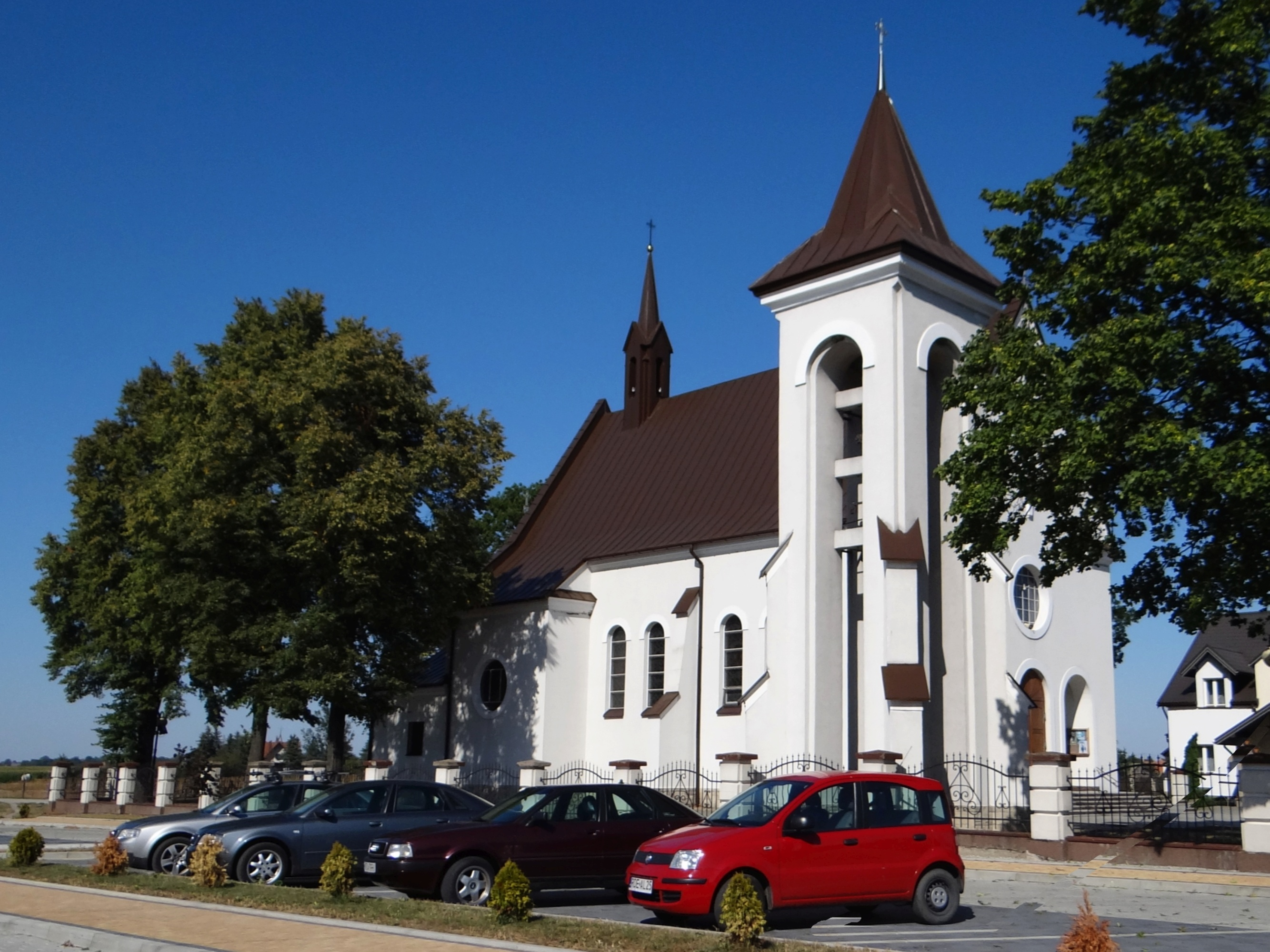